# Liste der Stolpersteine in Eilenburg
In der Liste der Stolpersteine in Eilenburg werden die Stolpersteine aufgeführt, die im Rahmen des Projektes Stolpersteine des Künstlers Gunter Demnig bisher in Eilenburg verlegt worden sind. Die ersten fünf Steine wurden am 3. Mai 2014 verlegt. Bei bisher drei Verlegeterminen wurden insgesamt elf Stolpersteine verlegt.

## Stolpersteine
| Bild | Person, Inschrift | Adresse                             | Verlegedatum  | Kurzvita/Anmerkungen |       |
| --- | --- | ----------------------------------- | ------------- | -------------------- | ----- |
| | Hier wohnte Kurt Bennewitz Jg. 1902 verhaftet 1934 ‘Vorbereitung zum Hochverrat‘ Esterwegen 1943 Strafbataillon 999 erschossen von SS 1945 Loibelpass        | Puschkinstraße 64 Lage              | 3. Mai 2014   |                      |       |
| Bild gesucht Die Wikipedia wünscht sich an dieser Stelle ein Bild vom hier behandelten Ort. Falls du dabei helfen möchtest, erklärt die Anleitung , wie das geht. BW | Hier wohnte Emanuel Suchestow Jg. 1906 Flucht 1939 Frankreich interniert Pithiviers deportiert 1942 Auschwitz ermordet 17.08.1942                            | Bergstraße 4 Lage                   | 3. Mai 2014   | 23. März 2015        |       |
| Bild gesucht Die Wikipedia wünscht sich an dieser Stelle ein Bild vom hier behandelten Ort. Falls du dabei helfen möchtest, erklärt die Anleitung , wie das geht. BW | Hier wohnte Manfred Suchestow Jg. 1933 Flucht 1939 Frankreich interniert Drancy deportiert 1942 ermordet in Auschwitz                                        | Bergstraße 4 Lage                   |               | 23. März 2015        |       |
| Bild gesucht Die Wikipedia wünscht sich an dieser Stelle ein Bild vom hier behandelten Ort. Falls du dabei helfen möchtest, erklärt die Anleitung , wie das geht. BW | Hier wohnte Meta Suchestow geb. Kuch Jg. 1911 Flucht 1939 Frankreich interniert Pithiviers deportiert 1942 ermordet in Auschwitz                             | Bergstraße 4 Lage                   |               | 23. März 2015        |       |
| Bild gesucht Die Wikipedia wünscht sich an dieser Stelle ein Bild vom hier behandelten Ort. Falls du dabei helfen möchtest, erklärt die Anleitung , wie das geht. BW | Hier wohnte Herman Michaelis Jg. 1886 Im Widerstand verhaftet 1944 ‘Aktion Gitter‘ Sachsenhausen ermordet 1945                                               | Kellerstraße 14a Bergstraße 73 Lage | 3. Mai 2014   |                      |       |
| Bild gesucht Die Wikipedia wünscht sich an dieser Stelle ein Bild vom hier behandelten Ort. Falls du dabei helfen möchtest, erklärt die Anleitung , wie das geht. BW | Hier wohnte Moritz Lenker Jg. 1889 Im Widerstand verhaftet 1944 ‚Aktion Gitter‘ Sachsenhausen Schicksal unbekannt                                            | Kellerstraße 14a Bergstraße 73 Lage | 3. Mai 2014   |                      |       |
| | Hier wohnte Werner Glaser Jg. 1897 Flucht 1939 Shanghai tot 24.02.1944                                                                                       | Eckartstraße 22 Lage                | 23. März 2015 |                      |       |
| | Hier wohnte Hans Freimann Jg. 1920 Eingewiesen 12.11.1936 Heilanstalt Uchtspringe ‘Verlegt‘ 22.11.1940 Bernburg/Saale ermordet 22.11.1940 ‘Aktion T4‘        | Torgauer Straße 19 Lage             | 23. März 2015 | 6. Mai 2016          | [ 2 ] |
| | Hier wohnte Otto Tuchel Jg. 1901 Im Widerstand verhaftet 1938 ‘Vorbereitung zum Hochverrat‘ Zuchthaus Torgau Sachsenhausen Todesmarsch 1945 befreit/überlebt | Am Ehrenfriedhof 11 Lage            | 23. März 2015 |                      |       |
| Bild gesucht Die Wikipedia wünscht sich an dieser Stelle ein Bild vom hier behandelten Ort. Falls du dabei helfen möchtest, erklärt die Anleitung , wie das geht. BW | Hier wohnte Nathan Samuel Jg. 1869 'Schutzhaft' 1938 Buchenwald deportiert 1942 Theresienstadt tot 16.2.1944                                                 | Am Ring 32, Kospa Lage              | 3. Mai 2014   |                      |       |
| Bild gesucht Die Wikipedia wünscht sich an dieser Stelle ein Bild vom hier behandelten Ort. Falls du dabei helfen möchtest, erklärt die Anleitung , wie das geht. BW | Hier wohnte Ernst Max Samuel Jg. 1900 'Schutzhaft' 1938 Buchenwald Flucht 1938 England                                                                       | Am Ring 32, Kospa Lage              | 3. Mai 2014   |                      |       |